# Pentrer
Pentrerna var ett italisk folk som talade oskiska. De var en av de samnitiska stammarna, enligt vissa uppgifter den viktigaste. Deras huvudstad, som ligger mitt i Samnium, hette Bovianum Undecumanorum. Av huvudstadens placering drar vissa slutsatsen att deras område sträckte sig från Latium, till frentanernas område och till Adriatiska havet. 
Eftersom romerska källor länge talade om samniter, och inte om de olika samnitiska folken, är det svårt att rekonstruera pentrernas tidiga historia och deras roll under de samnitiska krigen. Första gången pentrerna egentligen utmärker sig från  caracener, caudier och hirpiner är när pentrerna, till skillnad från de tre andra samnitiska stammarna, valde att inte stödja Hannibal efter slaget vid Cannae 216 f.Kr. Detta är också sista gången pentrerna nämns, och varken Strabon eller Plinius d.ä. talar om dem. Detta kan bero på att de romaniserats, men det kan också bero på att de inte särskiljer sig från de andra samnitiska stammarna. 